# Montagne de Tentanet
La montagne de Tentanet est une montagne du massif du Jura culminant à 1 018 m d'altitude, située dans le sud du département de l'Ain, en Auvergne-Rhône-Alpes. Elle constitue depuis 2007, une zone naturelle d'intérêt écologique, faunistique et floristique de type I de 395 ha.

## Géographie
La montagne de Tentanet est située sur les territoires des communes d'Ambléon, de Conzieu, de Groslée, de Lhuis et de Marchamp. Elle est localisée dans le sud du Bugey, entre la vallée du Rhône au sud-ouest et la combe du lac d'Ambléon et celle de Praille au nord-est.